# Hartman (Colorado)
Hartman é uma cidade  localizada no estado americano de Colorado, no Condado de Prowers.

## Demografia
Segundo o censo americano de 2000, a sua população era de 111 habitantes.
Em 2006, foi estimada uma população de 108, um decréscimo de 3 (-2.7%).

## Geografia
De acordo com o United States Census Bureau tem uma área de
0,8 km², dos quais 0,8 km² cobertos por terra e 0,0 km² cobertos por água.

## Localidades na vizinhança
O diagrama seguinte representa as localidades num raio de 40 km ao redor de Hartman.